# Демократична партія Косова
Демократична партія Косова (алб. Partia Demokratike е Kosovës) — політична партія самопроголошеної держави Косово.
Партія була заснована 14 травня 1999 як політичне крило терористичної організації Армії визволення Косова і спочатку називалася Партією за демократичний прогрес Косова (алб. Partia за Прогрес Demokratik е Kosovës). На парламентських виборах 2004 року партія отримала 28,9 % голосів виборців і 30 з 120 місць в парламенті, на виборах 2007 року — 34,3 % і 37 місць (відзначається, що вдалий для ДПК виступ на виборах 2007 року був пов'язаний зі смертю впливового лідера Демократичної ліги Косова Ібрагіма Ругови в січні 2006 року). ДПК виявилася переможцем на муніципальних виборах 2009 року.
Член партії Байрам Реджепі в 2002–2004 був прем'єр-міністром краю. У травні 2005 року ДПК сформувала тіньовий уряд з 13 міністрів, альтернативний легальному уряду Байрама Косумі. З 2008 року прем'єр-міністром країни, яка проголосила незалежність, був лідер партії Хашим Тачі, проте 2 листопада 2010 йому був винесений вотум недовіри. Це сталося в обстановці затяжної політичної кризи в самопроголошеній державі і після розколу правлячої коаліції ДПК з Демократичною лігою Косово Фатмір Сейдіу. З 27 вересня 2010 до 22 лютого 2011 тимчасовим президентом Косова був представник партії Якуп Краснічі.
На парламентських виборах 2010 року партія отримала 224 339 (32,11 %) голосів і 34 місця.